# Rorippa atlantica
Rorippa atlantica là một loài thực vật có hoa trong họ Cải. Loài này được Maire miêu tả khoa học đầu tiên.